# Peribatodes minor
Peribatodes minor är en fjärilsart som beskrevs av Fuchs. Peribatodes minor ingår i släktet Peribatodes och familjen mätare. Inga underarter finns listade i Catalogue of Life.